# Rajd Argentyny 2008
Rajd Argentyny był 4. rundą Rajdowych Mistrzostw Świata 2008. Rajd odbył się w dniach 28-30 marca, jego bazą była Córdoba. Rajd był także 2. rundą Mistrzostw Świata Samochodów Produkcyjnych (PWRC).
Rajd wygrał Sébastien Loeb, było to jego 39. zwycięstwo w karierze, 3. w sezonie oraz 4. z rzędu w Rajdzie Argentyny. Na drugim miejscu dojechał Chris Atkinson z zespołu Subaru. Trzeci był kolega zespołowy Loeba – Dani Sordo.
W kategorii PWRC zwyciężył Andreas Aigner przed Sebastiánem Beltránem i Jari Ketomą.

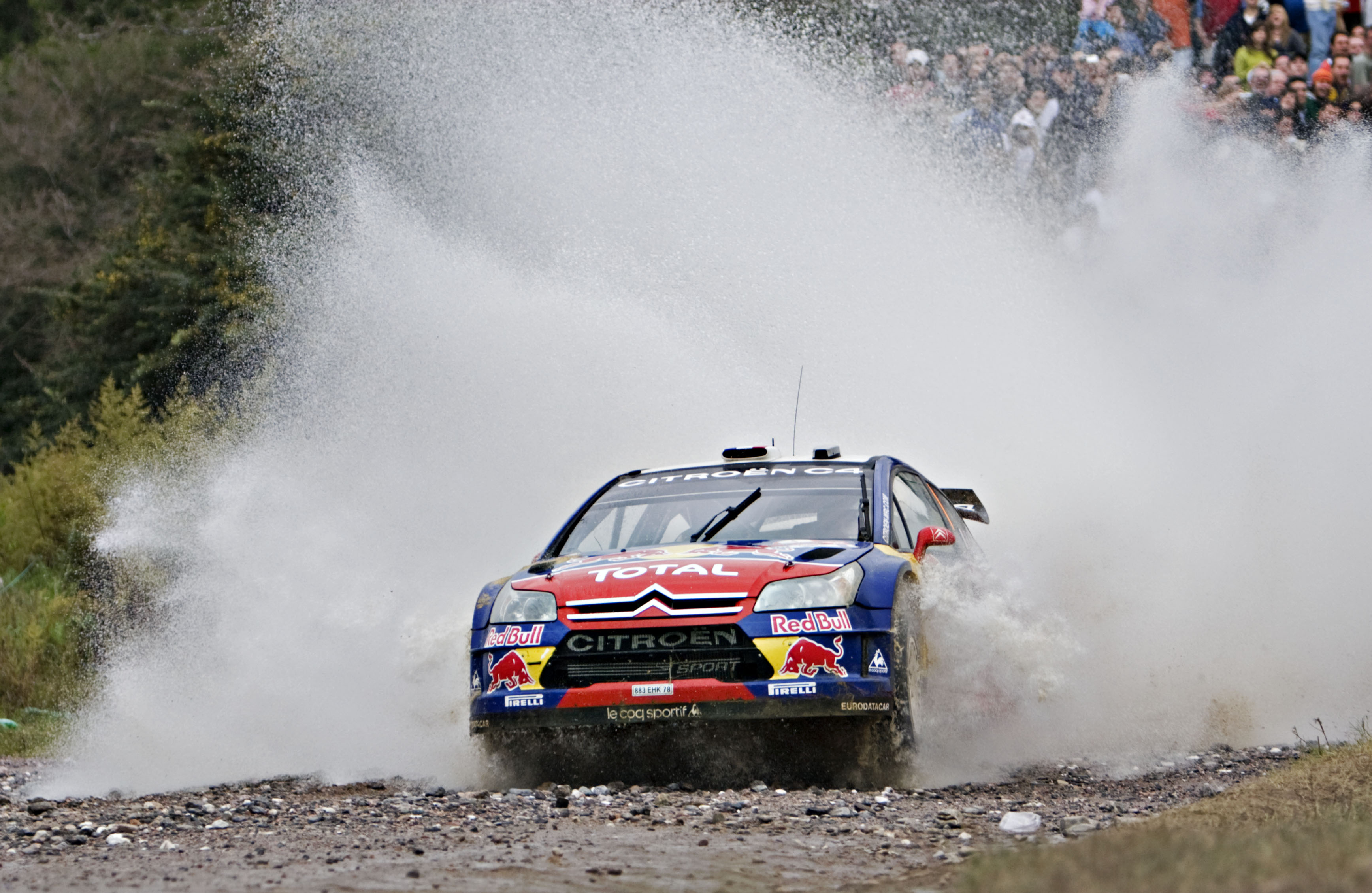
Sébastien Loeb w Citroënie C4 WRC podczas rajdu

## Klasyfikacja ostateczna
| Msc.     | Kierowca             | Pilot                | Samochód                 | Czas      | Strata     | Grupa | Punkty |
| -------- | -------------------- | -------------------- | ------------------------ | --------- | ---------- | ----- | ------ |
| 1.       | Sébastien Loeb       | Daniel Elena         | Citroën C4 WRC           | 4:05:48.6 | 0.0        | A8 M  | 10     |
| 2.       | Chris Atkinson       | Stéphane Prévot      | Subaru Impreza WRC 07    | 4:08:21.8 | 2:33.2     | A8 M  | 8      |
| 3.       | Dani Sordo           | Marc Martí           | Citroën C4 WRC           | 4:09:53.3 | 4:04.7     | A8 M  | 6      |
| 4.       | Conrad Rautenbach    | David Senior         | Citroën C4 WRC           | 4:25:52.1 | 20:03.5    | A8    | 5      |
| 5.       | Mikko Hirvonen       | Jarmo Lehtinen       | Ford Focus RS WRC 07     | 4:31:03.9 | 25:15.3    | A8 M  | 4      |
| 6.       | Federico Villagra    | Jorge Pérez Companc  | Ford Focus RS WRC 07     | 4:33:30.6 | 27:42.0    | A8 M  | 3      |
| 7.       | Gigi Galli           | Giovanni Bernacchini | Ford Focus RS WRC 07     | 4:33:40.4 | 27:51.8    | A8 M  | 2      |
| 8.       | Andreas Aigner       | Klaus Wicha          | Mitsubishi Lancer Evo IX | 4:34:47.9 | 28:59.3    | N4    | 1      |
|          |                      |                      |                          |           |            |       |        |
| 12.      | Jari-Matti Latvala   | Miikka Anttila       | Ford Focus RS WRC '07    | 4:40:44.2 | +34:55.6   | A8 M  |        |
|          |                      |                      |                          |           |            |       |        |
| 24.      | Per-Gunnar Andersson | Jonas Andersson      | Suzuki SX4 WRC           | 5:18:21.5 | +1:12:32.9 | A8 M  |        |
| PWRC     |                      |                      |                          |           |            |       |        |
| 1. (8.)  | Andreas Aigner       | Klaus Wicha          | Mitsubishi Lancer Evo IX | 4:34:47.9 | 0.0        | N4    | 10     |
| 2. (9.)  | Sebastián Beltrán    | Ricardo Rojas        | Mitsubishi Lancer Evo IX | 4:35:53.5 | +1:05.6    | N4    | 8      |
| 3. (10.) | Jari Ketomaa         | Miika Teiskonen      | Subaru Impreza N12       | 4:37:41.2 | +2:53.3    | N4    | 6      |
| 4. (11.) | Fumio Nutahara       | Daniel Barritt       | Mitsubishi Lancer Evo IX | 4:38:47.0 | +3:59.1    | N4    | 5      |
| 5. (12.) | Martin Rauam         | Silver Kutt          | Mitsubishi Lancer Evo IX | 4:44:16.0 | +9:28.1    | N4    | 4      |
| 6. (13.) | Amjad Farrah         | Nicola Arena         | Mitsubishi Lancer Evo IX | 4:53:04.4 | +18:16.5   | N4    | 3      |
| 7. (14.) | Martin Prokop        | Jan Tománek          | Mitsubishi Lancer Evo IX | 4:53:07.8 | +18:19.9   | N4    | 2      |
| 8. (18.) | Bernardo Sousa       | Jorge Carvalho       | Mitsubishi Lancer Evo IX | 5:13:02.4 | +38:14.5   | N4    | 1      |

1. ↑  Litera M przy oznaczeniu grupy do której należy samochód oznacza, iż tylko ci kierowcy zdobywali punkty dla swoich zespołów liczonych w klasyfikacji producentów na koniec sezonu.

### Odcinki specjalne
| Dzień      | Odcinek | Godz. rozp. | Nazwa                                   | Długość  | Zwycięzca   | Czas    | Średnia prędkość | Lider rajdu |
| ---------- | ------- | ----------- | --------------------------------------- | -------- | ----------- | ------- | ---------------- | ----------- |
| 1 28 marca | OS1     | 07:45       | La Cumbre – Agua de Oro 1               | 18,70 km | M. Hirvonen | 16:29.3 | 68,0 km/h        | M. Hirvonen |
| 1 28 marca | OS2     | 08:41       | Ascochinga – La Cumbre 1                | 23,28 km | M. Hirvonen | 14:59.6 | 93,2 km/h        | M. Hirvonen |
| 1 28 marca | OS3     | 09:44       | Capilla del Monte – San Marcos 1        | 22,95 km | J. Latvala  | 17:39.7 | 78,0 km/h        | M. Hirvonen |
| 1 28 marca | OS4     | 10:16       | San Marcos – Charbonier 1               | 9,61 km  | M. Hirvonen | 6:38.3  | 86,9 km/h        | M. Hirvonen |
| 1 28 marca | OS5     | 14:26       | Ascochinga – La Cumbre 2                | 23,28 km | S. Loeb     | 14:51.3 | 94,0 km/h        | S. Loeb     |
| 1 28 marca | OS6     | 15:29       | Capilla del Monte – San Marcos 2        | 22,95 km | J. Latvala  | 17:23.1 | 79,2 km/h        | S. Loeb     |
| 1 28 marca | OS7     | 16:01       | San Marcos – Charbonier 2               | 9,61 km  | G. Galli    | 6:33.5  | 87,9 km/h        | S. Loeb     |
| 1 28 marca | OS8     | 17:04       | La Cumbre – Agua de Oro 2               | 18,70 km | J. Latvala  | 17:02.3 | 65,9 km/h        | S. Loeb     |
| 1 28 marca | OS9     | 18:45       | Camping San Martin 1                    | 3,50 km  | C. Atkinson | 1:39.4  | 126,8 km/h       | S. Loeb     |
| 2 29 marca | OS10    | 08:05       | Santa Monica – Amboy 1                  | 22,17 km | P. Solberg  | 12:02.7 | 110,4 km/h       | S. Loeb     |
| 2 29 marca | OS11    | 08:57       | Villa del Dique – Las Bajadas 1         | 16,41 km | S. Loeb     | 9:10.0  | 107,4 km/h       | S. Loeb     |
| 2 29 marca | OS12    | 09:35       | San Augustin – Villa General Belgrano 1 | 16,31 km | S. Loeb     | 11:26.5 | 85,5 km/h        | S. Loeb     |
| 2 29 marca | OS13    | 10:20       | Santa Rosa – San Augustin 1             | 21,41 km | C. Atkinson | 13:37.3 | 94,3 km/h        | S. Loeb     |
| 2 29 marca | OS14    | 14:25       | Santa Monica – Amboy 2                  | 22,17 km | P. Solberg  | 11:37.2 | 114,5 km/h       | S. Loeb     |
| 2 29 marca | OS15    | 15:17       | Villa del Dique – Las Bajadas 2         | 16,41 km | S. Loeb     | 8:57.8  | 109,8 km/h       | S. Loeb     |
| 2 29 marca | OS16    | 15:55       | San Augustin – Villa General Belgrano 2 | 16,31 km | P. Solberg  | 11:18.8 | 86,5 km/h        | S. Loeb     |
| 2 29 marca | OS17    | 16:40       | Santa Rosa – San Augustin 2             | 21,41 km | P. Solberg  | 13:23.6 | 95,9 km/h        | S. Loeb     |
| 2 29 marca | OS18    | 18:45       | Camping San Martin 2                    | 3,50 km  | P. Solberg  | 1:40.6  | 125,2 km/h       | S. Loeb     |
| 3 30 marca | OS19    | 09:13       | Mina Clavero – Giulio Cesare            | 24,70 km | J. Latvala  | 19:57.9 | 74,2 km/h        | S. Loeb     |
| 3 30 marca | OS20    | 10:05       | El Condor – Copina                      | 16,06 km | S. Loeb     | 15:08.6 | 63,6 km/h        | S. Loeb     |
| 3 30 marca | OS21    | 11:50       | Camping San Martin 3                    | 2,63 km  | J. Latvala  | 2:13.3  | 71,0 km/h        | S. Loeb     |

## Klasyfikacja po 4 rundach
Tabele przedstawiają tylko pięć pierwszych miejsc.

### Kierowcy
| Lp. | Kierowca           | Pkt |
| --- | ------------------ | --- |
| 1   | Sébastien Loeb     | 30  |
| 2   | Mikko Hirvonen     | 25  |
| 3   | Chris Atkinson     | 22  |
| 4   | Jari-Matti Latvala | 16  |
| 5   | Gigi Galli         | 11  |

### Producenci
| Lp. | Producent                          | Pkt |
| --- | ---------------------------------- | --- |
| 1   | BP Ford Abu Dhabi World Rally Team | 44  |
| 2   | Citroën Total WRT                  | 41  |
| 3   | Subaru World Rally Team            | 33  |
| 4   | Stobart VK Ford Rally Team         | 22  |
| 5   | Munchi's Ford WRT                  | 10  |